# Mendax trizonalis
Mendax trizonalis är en snäckart. Mendax trizonalis ingår i släktet Mendax och familjen Cerithiopsidae.

## Underarter
Arten delas in i följande underarter:
- M. t. odhneri
- M. t. trizonalis